# Domenico Tripepi (1852-1905)
Domenico Tripepi (Reggio Calabria, 1º novembre 1852 – Reggio Calabria, 11 gennaio 1905) è stato un politico italiano.

## Biografia
Fratello di Francesco e Demetrio, fu Deputato della XXI legislatura del Regno d'Italia (proprio con il fratello Francesco) e Sindaco di Reggio Calabria dal 1895 al 1898, e nel biennio 1903-1904. Morì prematuramente nel 1905.